# Циркуляційне навантаження

Циркуляційне навантаження — потік некондиційного матеріалу, наприклад, при дробленні і подрібненні, який виділяється на певній стадії технологічного процесу і направляється в голову процесу для повторної переробки.

## Циркуляційне навантаження при подрібненні корисних копалин
Млини можуть працювати у відкритому, замкненому і частково замкненому циклах. При роботі у відкритому циклі матеріал проходить через млин один раз і подрібнений продукт виходить порівняно крупним (до 2—3 мм). Стержневі млини, які використовуються у відкритому циклі, працюють ефективно і забезпечують високу продуктивність. Продукти подрібнення стержневих млинів, що працюють у відкритому циклі можуть направляться на гравітаційне або магнітне збагачення.
При замкненому циклі матеріал, що подрібнюється, з млина надходить у класифікатор, який розділяє його на злив і піски. Злив направляється на збагачення, а піски багаторазово повертаються у млин до тих пір, поки не досягнуть заданої крупності. При сталому режимі замкненого циклу маса оборотних пісків стає постійною — це й є циркуляційне навантаження.
При замкненому циклі, у якому у більшості випадків працюють кульові, рудні і рудногалькові млини, зі збільшенням продуктивності млина по вихідної руді циркуляційне навантаження зростає. Встановлено, що невеликі циркуляційні навантаження (до 500 %) сприяють підвищенню продуктивності млина. Збільшення швидкості проходження матеріалу через млин при збільшенні циркуляційного навантаження сприяє підвищенню ефективності роботи подрібнюючих тіл і зменшенню переподрібнювання матеріалу. Але збільшення циркуляційного навантаження вище його оптимального значення приводить до зниження продуктивності млина. Циркуляційне навантаження визначають за даними ситового аналізу продуктів класифікації, а також за їхнім розрідженням.